# Svarvträsk
Svarvträsk är en sjö i Gotlands kommun i Gotland och ingår i Gothemån-Snoderåns kustområde. Sjön har en area på 0,058 kvadratkilometer och ligger 4 meter över havet.

## Delavrinningsområde
Svarvträsk ingår i det delavrinningsområde (643022-169745) som SMHI kallar för Rinner till Fårö n kustvatten. Medelhöjden är 9 meter över havet och ytan är 41,82 kvadratkilometer. Det finns inga delavrinningsområden uppströms utan avrinningsområdet är högsta punkten. Delavrinningsområdets utflöde mynnar i havet, utan att ha någon enskild mynningsplats.